# André Bonin
André Bonin   (Granville, 10 de març de 1909 - 10è districte de París, 7 de setembre de 1998), nascut Adrien Géry Druon, va ser un tirador d'esgrima francès, especialista en floret, que va competir durant la dècada de 1940.
El 1948 va prendre part en els Jocs Olímpics d'Estiu de Londres, on guanyà la medalla d'or en la competició de floret per equips del programa d'esgrima. En el seu palmarès també destaca una medalla d'or al Campionat del Món d'esgrima de 1947.